# Taricanus truquii
Taricanus truquii là một loài bọ cánh cứng trong họ Cerambycidae.